# Taufbecken (Rousseloy)

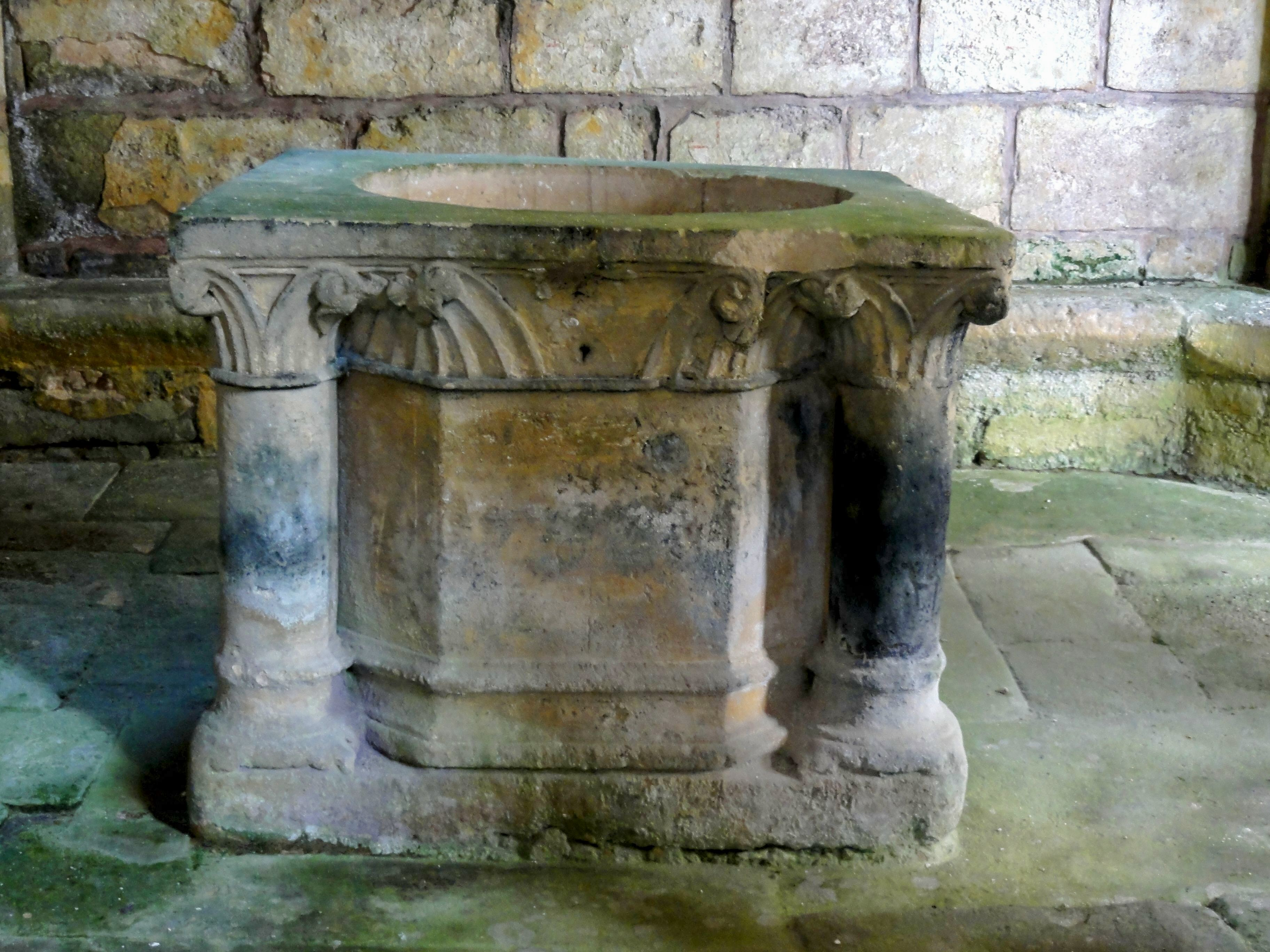
Taufbecken in Rousseloy

Das Taufbecken in der katholischen Pfarrkirche St-Martin in Rousseloy, einer französischen Gemeinde im Département Oise in der Region Hauts-de-France, wurde in der ersten Hälfte des 13. Jahrhunderts geschaffen. Im Jahr 1908 wurde das gotische Taufbecken als Monument historique in die Liste der geschützten Objekte (Base Palissy) in Frankreich aufgenommen.
Das 67 cm hohe Taufbecken aus Kalkstein steht auf einer rechteckigen Basis, auf der an den vier Ecken Säulen mit einfachen Blattkapitellen stehen. Das achteckige Becken ist mit einem Fries geschmückt.